# Ophichthus cruentifer
Ophichthus cruentifer är en fiskart som först beskrevs av Goode och Bean, 1896.  Ophichthus cruentifer ingår i släktet Ophichthus och familjen Ophichthidae. Inga underarter finns listade i Catalogue of Life.